# Bernat Vidal Garí
Bernat Vidal Garí, conegut com a Misser (Llucmajor, Mallorca, 1844-1930) fou un glosador mallorquí.
Bernat Vidal era mestre de paret seca i destacà com a glosador. Les seves gloses, fàcilment improvisades, es caracteritzen per l'agudesa i l'humor. No deixà les seves cançons escrites, excepte alguna recollida per Antoni Salvà Ripoll, però se n'han conservat per tradició oral.